# Jimmy DeGrasso
Jimmy DeGrasso (Bethlehem, Pensilvania, 16 de marzo de 1963) es un baterista estadounidense que fue miembro de grupos como Y&T, Alice Cooper, Megadeth, Ozzy Osbourne, White Lion y Suicidal Tendencies.

## Carrera
Con Y&T grabó los discos Contagius (1987), Ten (1990), Musically Incorrect (1996) y Endangered Species (1996). Con Alice Cooper, DeGrasso ha grabado el disco Wayne's World, miembro desde 1995 hasta 1997.

### Megadeth
En 1998 entra a formar parte de Megadeth para grabar los discos Risk y dos canciones para el disco recopilatorio "Capitol Punishment"  The World Needs a Hero. Jimmy entró en Megadeth porque había tocado en el único disco del proyecto paralelo de Dave Mustaine, líder de Megadeth, titulado MD.45. DeGrasso llegó al grupo justo en mitad de la gira de presentación del disco Cryptic Writings, con lo que tuvo que memorizarse todas las canciones de la banda en sólo cinco días. 
Después de su salida de Megadeth, DeGrasso colabora en las giras de Stone Sour, proyecto paralelo del vocalista de Slipknot Corey Taylor. En 1998 participó en la grabación del disco "Poder Latino" de la banda argentina A.N.I.M.A.L.
En octubre de 2012 se incorpora como baterista oficial de la banda Dokken.